# Matthias Henne

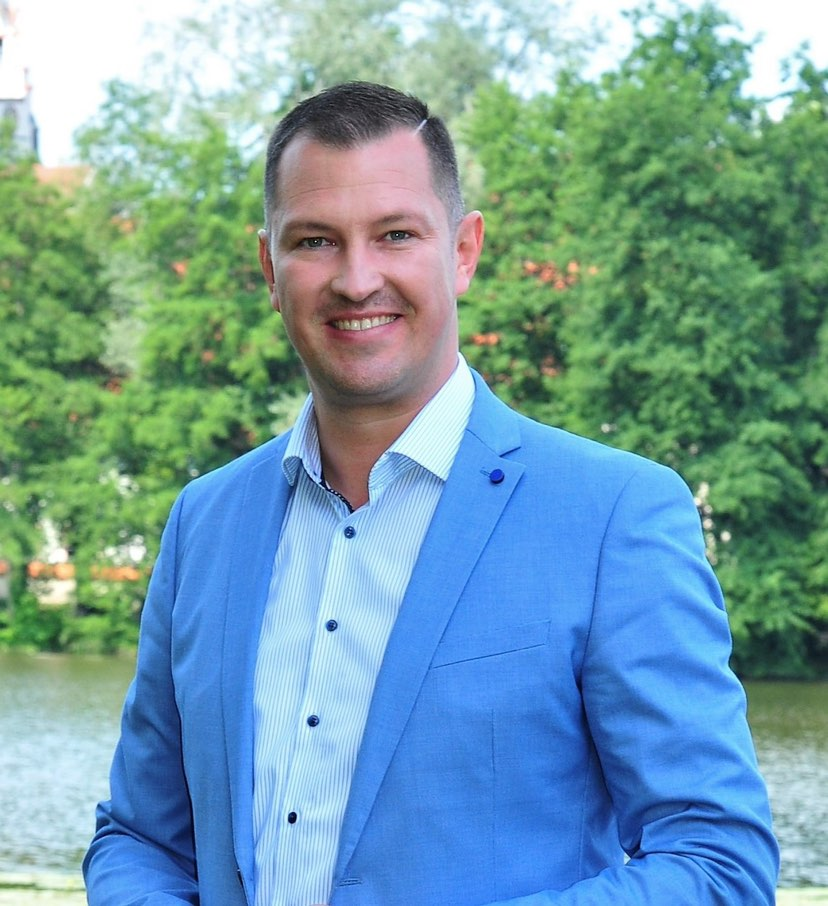
Matthias Henne

Matthias Alois Henne (* 9. November 1982 in Sigmaringen) ist ein deutscher Politiker (CDU). Seit 2020 ist er Bürgermeister bzw. Oberbürgermeister der Stadt Bad Waldsee. Zuvor war er von 2014 bis 2020 Bürgermeister der Gemeinde Zwiefalten.

## Leben
Henne wuchs in Sigmaringendorf auf und absolvierte 2003 sein Abitur am Hohenzollern-Gymnasium Sigmaringen. Von 2004 bis 2007 machte er eine Ausbildung zum Bankkaufmann bei der Volksbank Bad Saulgau eG. Dort war er anschließend bis 2014 auch als Mitarbeiter und leitender Angestellter tätig. Parallel dazu absolvierte er von 2007 bis 2009 ein Studium zum Bankfachwirt und von 2010 bis 2012 ein Studium zum Bankbetriebswirt an der Frankfurt School of Finance & Management.
Am 6. April 2014 wurde Henne im ersten Wahlgang mit 82,5 Prozent der Stimmen zum Bürgermeister der Gemeinde Zwiefalten gewählt. Er trat sein Amt am 2. Juli 2014 an. Während seiner Amtszeit in Zwiefalten absolvierte er von 2016 bis 2017 ein Kontaktstudium Verwaltung an der Hochschule Kehl.
Am 26. Januar 2020 wurde Henne im ersten Wahlgang mit 80,8 Prozent der Stimmen zum Bürgermeister der Stadt Bad Waldsee gewählt. Er trat sein Amt am 5. April 2020 an. Seit der Erhebung Bad Waldsees zur Großen Kreisstadt am 1. Januar 2022 trägt er die Amtsbezeichnung Oberbürgermeister.
Bei den Kommunalwahlen 2024 konnte Henne erstmals in den Kreistag des Landkreises Ravensburg einziehen und erhielt mit 10.012 Stimmen die meisten Stimmen in Wahlkreis VI Bad Waldsee.

## Privates
Henne ist katholisch, verheiratet und hat drei Kinder. Sein Vater Alois Henne war von 1980 bis 2017 Bürgermeister von Sigmaringendorf; sein Bruder Johannes Henne ist seit 2018 Bürgermeister von Immenstaad am Bodensee. Sein Onkel Manfred Henne ist ein ehemaliger deutscher Mittelstreckenläufer. Vor seiner Wahl zum Bürgermeister war er ehrenamtlicher Produktionsleiter des Kindertheaters auf der Waldbühne Sigmaringendorf.